# Primula hoffmanniana
Primula hoffmanniana là một loài thực vật có hoa trong họ Anh thảo. Loài này được W.W. Sm. miêu tả khoa học đầu tiên năm 1926.